# Andreas Seppi
Andreas Seppi (Bolzano, 21 febbraio 1984) è un ex tennista italiano.
È stato nº 18 del mondo nel gennaio 2013, numero uno d'Italia per 215 settimane e per quattro stagioni. Vanta tre tornei ATP conquistati su tre diverse superfici, ed è stato il primo tennista italiano ad averne conquistato uno sull'erba, dove ha disputato tre delle sue 10 finali nel circuito maggiore.
Nelle prove del Grande Slam vanta il record italiano di partecipazioni (67, di cui 66 consecutive) e ha raggiunto gli ottavi di finale al Roland Garros, a Wimbledon e in quattro occasioni agli Australian Open.

## Biografia
Nasce da Hugo, autotrasportatore, e Maria-Luise, che lavora in un negozio di articoli sportivi. Cresce insieme alla sorella Maria a Caldaro sulla Strada del Vino. Ama sciare ed è un tifoso del Milan, è di madrelingua tedesca e parla anche italiano e inglese.
Era allenato da quando aveva undici anni da Massimo Sartori, secondo il quale il segreto di questo storico sodalizio è il rispetto reciproco. Nel 2012 entra nello staff di Seppi Dalibor Sirola, ex preparatore atletico di Ivan Ljubičić, al quale riconosce di avere aumentato la sua elasticità muscolare e in generale le sue prestazioni fisiche.
Dal 2017 ha partecipato a iniziative ed eventi dedicati alla conoscenza delle emozioni in oncologia attraverso il racconto delle dinamiche dello sport.

## Carriera

### 2003-2006: esordio nel circuito ATP e in Coppa Davis, prime semifinali ATP e 51º nel ranking
Esordisce nel circuito maggiore nel settembre 2003 con la sconfitta al primo turno contro Jose Acasuso a Bucarest. Due anni dopo essere passato al professionismo, nel 2004 inizia a disputare con maggiore frequenza i tornei del circuito Challenger e raggiunge le semifinali a Torino e nel Bronx. Quello stesso anno prende parte ai tornei ATP di Milano, Amburgo, Gstaad, Halle (battendo Davydenko), Vienna e agli Us Open, dove ottiene la prima vittoria in un torneo dello Slam contro Rainer Schüttler, allora nº 12 mondiale. A Palermo raggiunge i quarti di finale in un torneo ATP per la prima volta in carriera. Nel corso della stagione viene convocato in Coppa Davis in tre occasioni, esordisce ad aprile con una vittoria e una sconfitta in singolare nella sfida vinta contro la Georgia e contribuisce a riportare l'Italia nel Gruppo I vincendo un singolare e in doppio nei quarti contro la Bulgaria.
Nel 2005 viene eliminato al secondo turno ai Masters di Roma e Montecarlo, mentre ai tornei ATP di Gstaad, Stoccarda e Metz raggiunge i quarti di finale. A maggio raggiunge i quarti anche al Masters Series di Amburgo battendo Rainer Schüttler, il nº 10 del mondo Guillermo Cañas e Jiří Novák, a fine torneo entra per la prima volta nella top 100. A settembre, nello spareggio di Coppa Davis contro la Spagna a Torre del Greco, sconfigge l'ex numero 1 del mondo Juan Carlos Ferrero recuperando da due set di svantaggio e strappa un set a Nadal sulla terra rossa. La settimana successiva disputa la prima semifinale ATP a Palermo e cede in due set a Igor Andreev. A ottobre sale alla 67ª posizione mondiale e chiude la stagione alla 69ª. Inizia bene il 2006 e a febbraio porta il miglior ranking al 51º posto, raggiunge la semifinale nei tornei ATP di Sydney e Nottingham e nei Challenger di Bergamo e Sunrise. Arriva ai quarti nei tornei ATP di Adelaide, Zagabria e Valencia. Dopo Wimbledon, dove esce di scena al secondo turno, vince solo 2 incontri nel resto della stagione.

### 2007: prima finale ATP e top 50
Vince il primo match del 2007 agli Australian Open prima di perdere da Florian Mayer. Torna a mettersi in luce raggiungendo il secondo turno al Masters Series di Indian Wells e viene sconfitto al secondo da Fernando Verdasco. Giunge poi alla finale del Challenger di Sunrise battendo tra gli altri Juan Martín del Potro e Nicolás Massú, e cede in tre set a Gaël Monfils. Vince in Coppa Davis l'ininfluente match contro Noam Okun dopo che Israele aveva già conquistato la qualificazione. A Montecarlo supera le qualificazioni, al primo turno batte Tejmuraz Gabašvili e perde dopo due tie-break da Roger Federer. Il momento negativo continua nei tornei successivi e nel corso dell'anno resta fuori dalla top 100 per 8 settimane. All'Open di Francia perde all'esordio in cinque set da Carlos Moyá. Al primo turno di Wimbledon supera Dominik Hrbatý ed esce al secondo turno per mano di Verdasco.
A Gstaad raggiunge la sua prima finale nel circuito ATP con i successi su Stefan Koubek e in semifinale su Igor' Andreev e viene sconfitto da Paul-Henri Mathieu per 7–6, 4-6, 5-7. Nella sfida di Coppa Davis contro il Lussemburgo vince il singolare contro Gilles Müller. A Kitzbühel elimina Feliciano López, Juan Carlos Ferrero e il giovane Fabio Fognini, prima di arrendersi nei quarti a Potito Starace dopo aver sprecato un match-point.. Non consegue risultati di rilievo nella trasferta americana ed esce al primo turno anche agli US Open. A Bucarest supera al primo turno Jürgen Melzer ma poi perde a sorpresa da Hugo Armando per 0-6, 3-6. Eliminato a Metz al secondo turno dal numero 9 del mondo Tommy Robredo, a Vienna raggiunge la sua quinta semifinale ATP in carriera dopo avere battuto a sorpresa al primo turno Marcos Baghdatis e nei quarti il numero 13 del ranking Ivan Ljubičić, per 6-3, 6-3, e perde in due set dal vincitore del torneo Novak Đoković. Al primo turno del Paris Masters sconfigge Sam Querrey e viene eliminato da Guillermo Cañas. A novembre sale al 49º posto mondiale.

### 2008: 1º titolo Challenger, vittoria su Rafael Nadal e semifinale ad Amburgo

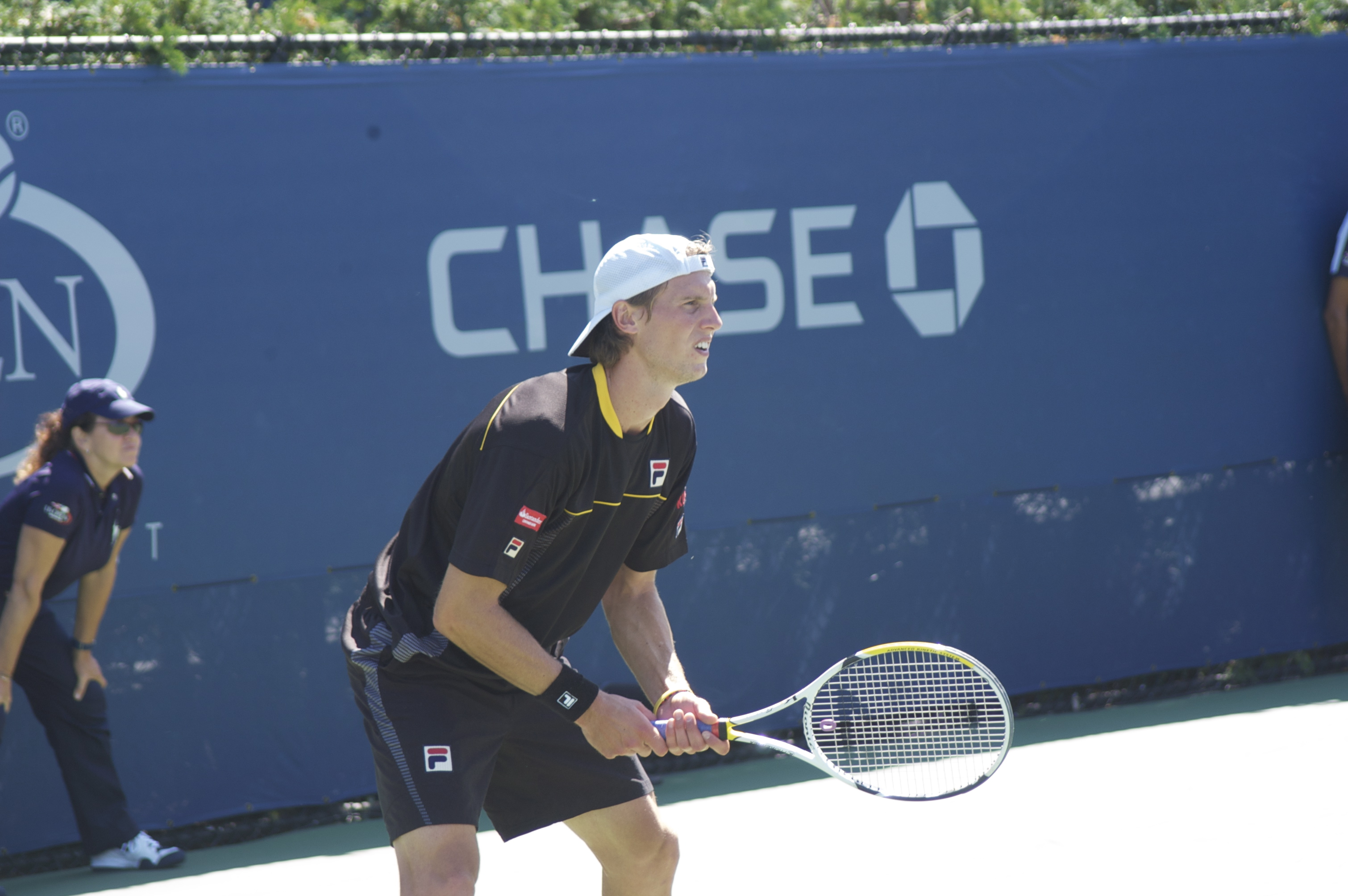
Andreas Seppi agli US Open 2008

Inizia il 2008 vincendo il Challenger di Bergamo sconfiggendo in finale Benneteau e alza così il primo trofeo da professionista; in coppia con Simone Bolelli si impone anche nel torneo di doppio. Al Rotterdam Open desta sorpresa con le vittorie su Lleyton Hewitt e sul nº 2 del mondo Nadal e nei quarti viene eliminato da Robin Söderling. Il 12 maggio raggiunge il 43º posto del ranking ATP e diventa il primo giocatore italiano. Ad Amburgo raggiunge la sua prima semifinale in carriera in un torneo Masters 1000 e viene sconfitto 6-3, 6-1 dal nº 1 del mondo Roger Federer, dopo avere eliminato Richard Gasquet, Juan Mónaco e il giocatore di casa Nicolas Kiefer.
Raggiunge i quarti di finale sull'erba del torneo ATP di Nottingham e cede al terzo set a Ivo Karlović. A Wimbledon accede per la prima volta al terzo turno e perde al quarto set contro Marat Safin dopo aver eliminato Tobias Kamke e Florent Serra. Al Cincinnati Open viene eliminato al terzo turno da Novak Djokovic dopo i successi su Tomas Berdych e Feliciano Lopez. Fa il suo esordio olimpico ai Giochi di Pechino, al primo turno elimina il nº 17 ATP Robredo ed esce di scena per mano di Tomas Berdych. Sconfitto a sorpresa nei quarti a New Haven da Luka Gregorc, si spinge fino al terzo turno anche agli US Open e perde da Andy Roddick in 3 set. Vince in totale un solo incontro negli ultimi cinque tornei stagionali.

### 2009: due semifinali ATP

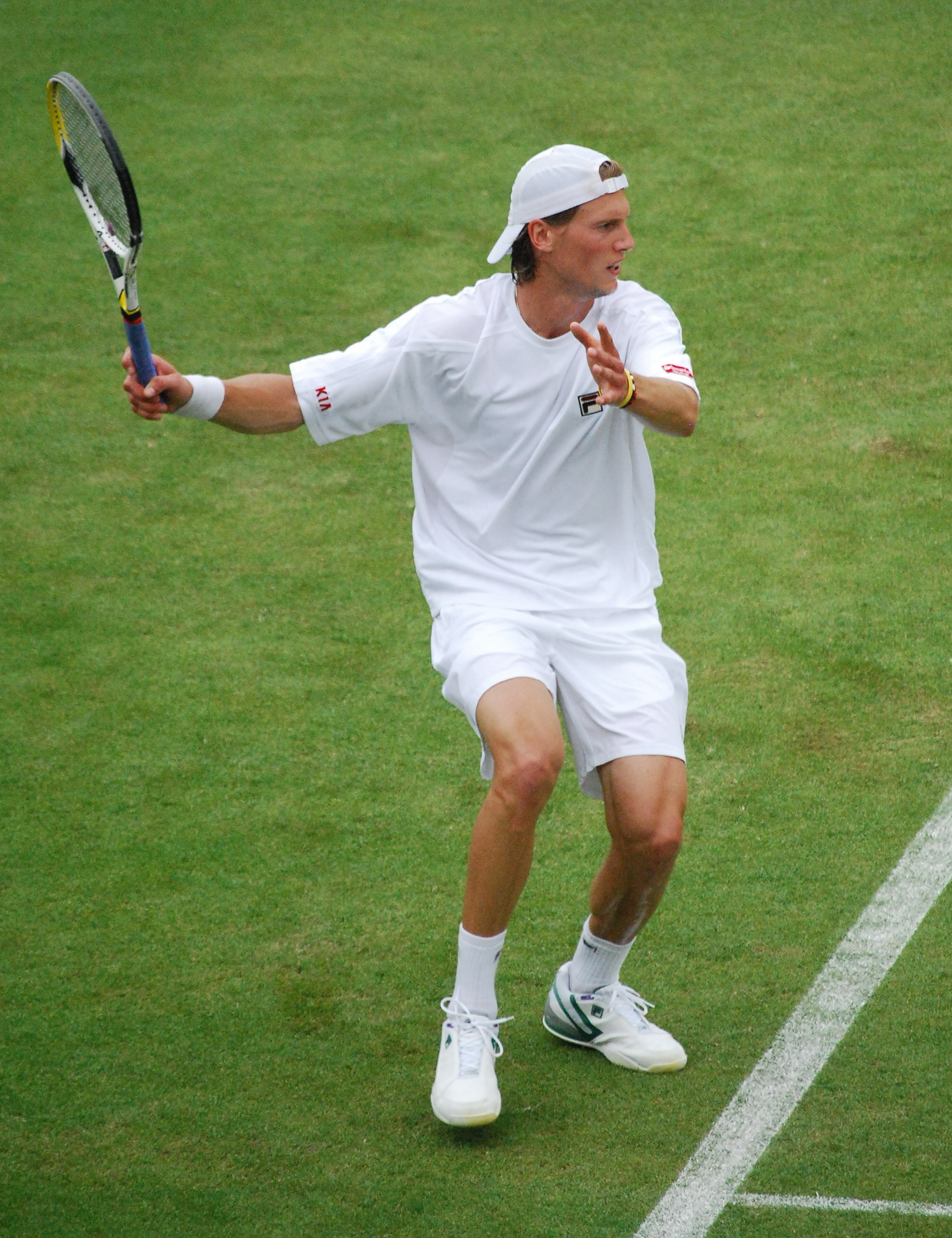
Andreas Seppi a Wimbledon 2009

All'esordio stagionale a Doha viene sconfitto al secondo turno in due set da Roger Federer. Agli Australian Open è il primo escluso dalle teste di serie e ritrova al primo turno Federer, spreca diverse palle break e un set point e viene sconfitto al terzo set. Non supera il secondo turno nei successivi tornei, compresi i primi appuntamenti su terra battuta. Raggiunge la semifinale all'ATP di Belgrado e cede a Đoković dopo aver vinto il primo set, mentre esce negli ottavi di finale al Masters 1000 di Madrid. Sconfitto al secondo turno al Queen's di Londra, a Wimbledon supera in tre set James Blake, testa di serie nº 17, al secondo turno il francese Giquel al quinto set e viene eliminato al terzo turno da Igor' Andreev.
Accede alla semifinale anche all'ATP di Umago e viene sconfitto da Juan Carlos Ferrero al terzo set; la settimana successiva vince il Challenger di San Marino battendo in finale Potito Starace. Supera al primo turno del Cincinnati Open Jan Hernych, per poi perdere contro la testa di serie numero 2 Rafael Nadal dopo due tie-break, mentre a New Haven esce di scena al terzo turno per mano di Verdasco. Perde al primo turno degli US Open da Philipp Kohlschreiber e viene sconfitto anche da Wawrinka in Coppa Davis a Genova. Nel finale di stagione non consegue alcun risultato di rilievo.

### 2010: due semifinali ATP in singolare e una finale in doppio

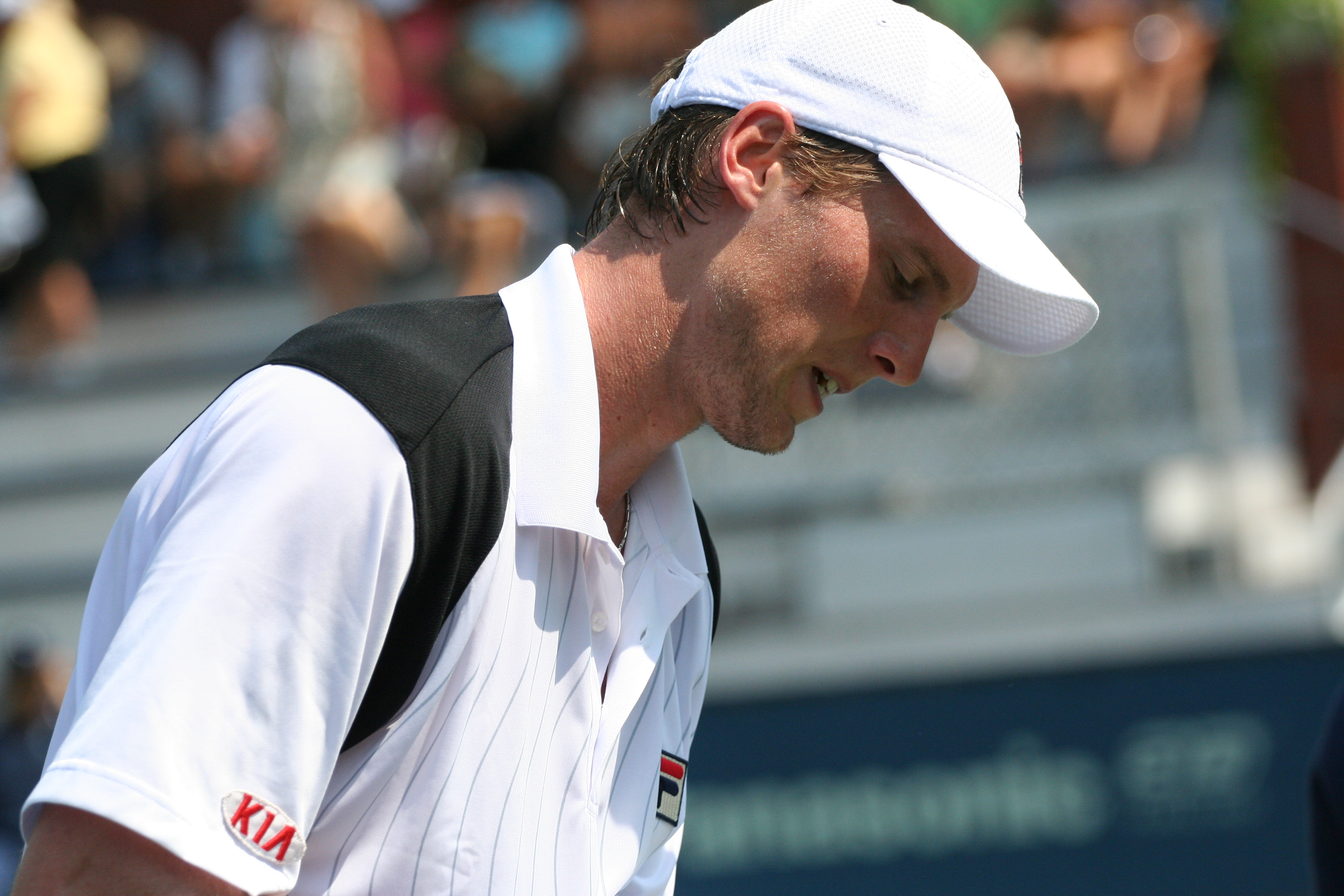
Andreas Seppi agli US Open 2010

Inizia il 2010 con le eliminazioni al secondo turno a Doha e a Sydney e quella al primo turno degli Australian Open 2010 contro John Isner al quinto set. Non supera il secondo turno a Rotterdam e a Marsiglia e vince in totale un solo incontro sul cemento americano a Indian Wells, Sunrise e Miami. Non va oltre il secondo turno anche nei tornei su terra battuta – in particolare a Roma, Montecarlo al Roland Garros e a Wimbledon.
Dà segnali di ripresa a Båstad, dove perde nei quarti un match equilibrato contro Robin Söderling e la finale in doppio in coppia con Simone Vagnozzi. Raggiunge la semifinale all'ATP 500 di Amburgo battendo tra gli altri Fabio Fognini e Thomaz Bellucci, prima di perdere da Jürgen Melzer. Arriva anche alle semifinali di Umago superando nei quarti Melzer e viene sconfitto da Juan Carlos Ferrero. Vince poi il Challenger di Kitzbühel perdendo un solo set in tutto il torneo contro Daniel Köllerer. Dopo i negativi risultati nella trasferta americana, a ottobre supera Čilić al primo turno dello Shanghai Masters e viene eliminato al terzo turno da Federer, risultato con cui rientra dopo 21 settimane nella top 50 e torna a essere il nº 1 in Italia. Vince solo uno degli ultimi cinque incontri stagionali.

### 2011: 1º titolo ATP
Il 2011 inizia con la sconfitta al primo turno a Doha, dove perde in doppio la finale con Daniele Bracciali per 3-6, 6-7 contro Rafael Nadal e Marc López. Eliminato al secondo turno a Sydney da Richard Gasquet, supera agli Australian Open Arnaud Clément e al secondo turno cede in tre set a Jo-Wilfried Tsonga. A febbraio vince il Challenger di Bergamo perdendo un solo set in finale contro Gilles Müller. A Marsiglia supera Robin Haase e perde da Jürgen Melzer ed esce al turno di esordio a Dubai e a Indian Wells. A Miami si infortuna nel match di secondo turno e deve quindi fermarsi quasi due mesi per la frattura di un osso del piede sinistro; erano da otto anni che non si fermava per un problema fisico. Al rientro perde all'esordio al Masters di Roma e al secondo turno a Nizza.
Eliminato al secondo turno anche al Roland Garros, ad Halle sconfigge al primo turno l'ex nº 2 del mondo Tommy Haas e perde dal detentore del titolo Lleyton Hewitt. La settimana successiva a Eastbourne sconfigge nell'ordine Tobias Kamke, Donald Young e nei quarti di finale Olivier Rochus. L'intensa pioggia costringe gli organizzatori a fare disputare al sabato sia le semifinali che la finale, in mattinata ha la meglio in tre set su Igor' Kunicyn e nel tardo pomeriggio si aggiudica il titolo per il ritiro di Janko Tipsarević per infortunio sul punteggio di 7–6, 3-6, 5-3 in favore di Seppi, che conquista così il suo primo titolo ATP in carriera e il primo titolo sull'erba nella storia del tennis italiano. Raggiunge la finale anche in doppio, e in coppia con Grigor Dimitrov viene sconfitto da Jonathan Erlich / Andy Ram con il punteggio di 3-6, 3-6. A Wimbledon perde al secondo turno da Marcos Baghdatis.
Raggiunge i quarti nei tornei di Umago e Kitzbühel, e viene sconfitto rispettivamente da Marin Čilić e Robin Haase. Nella trasferta nordamericana perde al primo turno senza conquistare un set a Montréal, Cincinnati e agli US Open. Nei quarti a Bucarest perde da Juan Ignacio Chela. Inizia la stagione indoor vincendo il Challenger di Mons battendo in finale Julien Benneteau. Sconfitto al secondo turno a Mosca, a San Pietroburgo raggiunge i quarti di finale e viene sconfitto per la terza volta in pochi mesi da Čilić, dopo avere mancato un match point. Perde quindi al secondo turno al torneo di Basilea dal futuro finalista Kei Nishikori. Nel suo ultimo torneo dell'anno, al Paris Masters, supera le qualificazioni e nel tabellone principale elimina Nikolaj Davydenko e il nº 11 del mondo Nicolás Almagro, e al terzo turno viene sconfitto da Jo-Wilfried Tsonga.

### 2012: due titoli ATP e 4 finali
Inizia nuovamente la stagione a Doha perdendo nei quarti di finale in tre set da Federer. Esce al turno di esordio a Sydney e soprattutto agli Australian Open. Eliminato al secondo turno a Zagabria, a febbraio viene convocato dopo 2 anni e mezzo in Coppa Davis per la sfida contro la Repubblica Ceca e perde entrambi i match di singolare. All'ATP 500 di Rotterdam viene battuto nei quarti da Tomáš Berdych. Si ritira al secondo turno di Indian Wells a causa di un virus influenzale e viene eliminato all'esordio a Miami. Il 6 maggio conquista a Belgrado il suo secondo titolo ATP, l'unico sulla terra rossa, con il successo in finale su Benoît Paire per 6-3, 6-2. Nei turni precedenti, aveva eliminato nell'ordine Ivan Dodig, Gilles Müller e David Nalbandian. Agli Internazionali d'Italia sconfigge la testa di serie nº 10 John Isner e il nº 20 del ranking mondiale Stan Wawrinka, al quale annulla sei match point, prima di essere battuto da Roger Federer.
Agli Open di Francia 2012 elimina Davydenko e Michail Kukuškin e approda per la prima volta al terzo turno del torneo. Supera al quinto set anche la testa di serie nº 14 Fernando Verdasco e negli ottavi di finale é protagonista di un grande match con il nº 1 del mondo Novak Đoković, al quale cede al quinto set dopo avere vinto i primi due. Sarà il miglior risultato di Seppi in un torneo del Grande Slam e gli vale il nuovo miglior ranking al 24º posto mondiale. A Eastbourne, dove era campione in carica, torna a giocare la finale e viene sconfitto da Andy Roddick con il punteggio di 6-3, 6-2. Viene poi eliminato a sorpresa al primo turno di Wimbledon da Denis Istomin dopo avere servito per il match sul 5-3 del quinto set. Ai Giochi di Londra supera Donald Young e viene battuto al secondo turno da Juan Martín del Potro.
Al secondo turno del Cincinnati Open viene battuto da Đoković ed esce al primo turno agli US Open. Nello spareggio di Coppa Davis vinto 4-1 contro il Cile a Napoli si afferma in entrambi i singolari, mentre perde il doppio in coppia con Daniele Bracciali. A Metz supera Ivan Dodig, Vincent Millot, Florian Mayer e in semifinale ha la meglio in rimonta su Gaël Monfils, al rientro da un lungo infortunio. Nell'atto conclusivo cede per 1-6, 2-6 alla testa di serie nº 1 Tsonga. Esce al secondo turno a Pechino e al Masters 1000 di Shanghai. Si presenta all'ATP 250 di Mosca come testa di serie nº 2, raggiunge la finale senza perdere alcun set contro Igor Sijsling, Tatsuma Itō e Malek Jaziri. Con la vittoria su Thomaz Bellucci con il punteggio di 3-6, 7-6, 6-3 diventa il terzo tennista italiano a conquistare almeno un titolo ATP su tre superfici diverse (erba, terra rossa e cemento indoor). Eliminato prematuramente a Basilea e al Paris Masters, al Challenger di Ortisei perde la finale da Benjamin Becker.

### 2013: 18º nel ranking
A inizio stagione perde la semifinale a Sydney contro Bernard Tomić in due set. Agli Australian Open elimina Horacio Zeballos, Denis Istomin e al terzo batte in cinque set il n. 12 del seeding Marin Čilić, diventando il primo italiano dopo diciassette anni a disputare gli ottavi di finale del torneo australiano. Al quarto turno viene sconfitto da Jérémy Chardy in quattro set, grazie a questi risultati sale alla 18ª posizione mondiale, diventando il settimo tennista italiano a entrare nella top 20 del ranking ATP. Nella sfida di Coppa Davis contro la Croazia a Torino vince contro Ivan Dodig e perde nella giornata conclusiva da Marin Čilić; l'Italia vince comunque la sfida per 3-2 e approda ai quarti di finale.
Si ritira dal torneo ATP 250 di Zagabria a causa di un'influenza. All'ATP 500 di Dubai raggiunge i quarti di finale e raccoglie solo tre giochi contro Novak Đoković, futuro vincitore del torneo. Non va oltre il terzo turno a Indian Wells e nel Masters 1000 di Miami cede negli ottavi in due set a Andy Murray. Trascorre un'altra settimana in America del Nord a Vancouver per i quarti di finale di Coppa Davis contro il Canada, nel primo match supera in rimonta al quinto set Vasek Pospisil e sarà l'unico punto degli azzurri; nel secondo singolare viene sconfitto da Milos Raonic in quattro set.
Dopo le eliminazioni nei turni di esordio a Monte Carlo e a Bucarest, all'Estoril Open raggiunge la semifinale superando Alejandro Falla e Tommy Robredo, prima di perdere dal nº 1 del tabellone David Ferrer per 1-6, 4-6. Esce al primo turno anche nei tornei successivi e al Roland Garros raggiunge il terzo turno battendo Leonardo Mayer e Blaž Kavčič per poi arrendersi, anche a causa di problemi fisici, a Nicolás Almagro. Si ferma in semifinale a Eastbourne, sconfitto in due set da Gilles Simon. A Wimbledon supera all'esordio Denis Istomin e dopo il ritiro di Michaël Llodra sconfigge Kei Nishikori in 5 partite. Raggiunge così gli ottavi e viene sconfitto da Juan Martin del Potro in tre set: sarà il suo miglior risultato a Wimbledon di tutta la carriera. A Umago perde in semifinale da Tommy Robredo, futuro vincitore del torneo.
Eliminato al secondo turno del Masters 1000 di Montréal e al primo turno a Cincinnati, gli US Open lo vedono superare un turno dopo quattro stagioni e viene eliminato al terzo turno da Denis Istomin. Il miglior risultato di fine stagione lo ottiene raggiungendo la semifinale a Mosca, e viene sconfitto dal qualificato Michail Kukuškin. L'ultimo impegno dell'anno lo vede vincitore al Challenger di Ortisei, suo unico trofeo del 2013, che chiude al 25º posto del ranking.

### 2014
Eliminato al primo turno all'esordio stagionale a Sydney, agli Australian Open supera Lleyton Hewitt e perde al secondo turno con Donald Young. In Coppa Davis viene sconfitto nel match d'esordio da Carlos Berlocq ma l'Italia si qualifica ai quarti grazie ai successi di Fognini. Non consegue risultati di rilievo nei tornei successivi, mentre nei Masters 1000 di Indian Wells e Miami si spinge fino al terzo turno. Pur non avendo conseguito risultati di rilievo, ad aprile porta il miglior ranking di doppio alla 50ª posizione. Torna a giocare in Coppa Davis per i quarti di finale contro la Gran Bretagna, sconfitto nella prima giornata da Andy Murray, conquista nell'ultimo match il punto decisivo battendo in tre set James Ward. L'Italia raggiunge così la semifinale del torneo a squadre per la prima volta dal 1998.
Nel Masters 1000 di Monte Carlo approda al terzo turno eliminando Michail Južnyj e Pablo Andújar, prima di cedere al n. 1 del mondo Rafael Nadal. A Monaco di Baviera raggiunge i quarti di finale battendo Michael Berrer e Albert Ramos Viñolas, prima di essere sconfitto da Tommy Haas. Esce al primo turno nei Masters 1000 di Madrid e di Roma. A Düsseldorf perde al terzo turno contro Istomin. Al Roland Garros supera nei primi due turni Santiago Giraldo e Juan Mónaco prima di perdere contro David Ferrer. A Wimbledon viene eliminato al primo turno e viene di nuovo sconfitto da Ferrer al terzo turno del 500 di Amburgo. Esce al secondo turno a Umago e nei quarti a Kitzbühel.
Il 4 agosto esce dalla top 50 della classifica ATP dopo due anni e nove mesi. Nei Masters 1000 di Toronto e Cincinnati viene eliminato al secondo turno, e dopo i quarti raggiunti a Winston Salem esce al secondo turno anche agli US Open. Nella semifinale di Coppa Davis viene impiegato solo nell'ultima giornata e vince in singolare contro Michael Lammer a risultato già acquisito dagli svizzeri. I risultati più importanti di fine stagione sono i quarti di finale raggiunti a Shenzhen e a Mosca, mentre nell'ultimo impegno del 2014 si conferma campione al Challenger di Ortisei.

### 2015: vittoria su Federer agli Australian Open
A Doha elimina Leonardo Mayer, João Souza e Ivan Dodig tornando dopo oltre un anno a disputare una semifinale nel circuito maggiore, e raccoglie solo cinque giochi contro Tomáš Berdych. Il 23 gennaio batte per 6-4, 7-6, 4-6, 7-6 Roger Federer, numero due del mondo, accede così per la seconda volta in carriera agli ottavi di finale degli Australian Open e perde in cinque set contro Nick Kyrgios dopo aver condotto due set a zero e aver sprecato un match point nel quarto set. A Zagabria raggiunge la finale con le vittorie su Robin Haase, James Ward, Ričardas Berankis e in semifinale contro Marcel Granollers, e viene sconfitto da Guillermo García López con il punteggio di 6-7, 3-6. Non va oltre il secondo turno nei due tornei successivi, e nella trasferta di Davis persa contro il Kazakistan vince uno dei due singolari disputati. Raggiunge il terzo turno a Indian Wells e Federer si prende la rivincita sconfiggendolo in due set. Si infortuna all'anca a Montecarlo durante il match perso contro Tommy Robredo, deve quindi osservare un periodo di riposo e rientra al Roland Garros, dove perde al debutto per la prima volta dal 2008, per mano di Isner che si impone in tre set.
A Stoccarda batte Benjamin Becker per poi perdere con Miša Zverev, numero 502 del mondo. La settimana successiva ad Halle sconfigge Haas, il nº 5 del torneo Robredo e accede alla finale grazie ai ritiri di Monfils e Nishikori. Raggiunge così la prima finale in un ATP 500 e viene battuto da Roger Federer per 7-6, 6-4. Al termine del torneo torna a essere il numero uno italiano, scavalcando Fognini alla 27ª posizione del ranking. A Wimbledon perde al terzo turno contro il nº 3 del mondo Andy Murray. Raggiunge la semifinale anche ad Amburgo dove elimina Martin Kližan e Florian Mayer e raccoglie solo tre giochi contro Nadal. Negli ultimi nove tornei stagionali raggiunge il terzo turno solo agli US Open e cede al terzo set al nº 1 del mondo Đoković. Negli altri tornei supera il turno di esordio solo in due occasioni, tra cui quella del Paris Masters, nella quale Federer gli concede solo due giochi.

### 2016: unico titolo ATP in doppio
Sconfitto al primo turno a Doha all'esordio stagionale e al secondo a Sydney, agli Australian Open cede al terzo turno a Đoković al terzo set, nel quale spreca due set point nel tiebreak.. A Sofia esce nei quarti di finale per mano di Kližan. Nella sfida di Davis contro la Svizzera senza Wawrinka e Federer, contribuisce al successo azzurro prima con la vittoria su Laaksonen e conquistando il punto decisivo nel doppio in coppia con Bolelli. In doppio conquista con Bolelli il titolo a Dubai battendo in finale Feliciano e Marc López con il punteggio di 6–2, 3–6, [14–12]. Sarà l'unico titolo ATP in doppio in carriera. Supera solo un turno nei due Masters 1000 americani, battendo in entrambe le occasioni Donald Young, poi sospende l'attività per affrontare l'ormai annoso problema all'anca e si sottopone a un ciclo di infiltrazioni.
Riprende l'attività agli Internazionali d'Italia e viene sconfitto al secondo turno da Gasquet. A Nizza torna a vincere due incontri consecutivi e lascia il torneo ai quarti, superato dalla rivelazione della stagione Dominic Thiem, che si aggiudicherà il titolo. Esce di nuovo al primo turno al Roland Garros e a 's-Hertogenbosch, mentre ad Halle batte David Ferrer e Yūichi Sugita per poi arrendersi a Florian Mayer, futuro vincitore del torneo. A Nottingham raggiunge la semifinale battendo tr gli altri Mannarino e viene sconfitto da Steve Johnson. A Wimbledon perde al secondo turno da Milos Raonic, finalista di quell'edizione. Nella sfida di Davis contro l'Argentina cede a Federico Delbonis. Alle Olimpiadi di Rio esce al secondo turno battuto da Rafael Nadal mentre in doppio raggiunge con Fabio Fognini i quarti di finale e vengono sconfitti da Nestor e Pospisil. Al secondo turno degli US Open viene nuovamente estromesso da Nadal. Dopo essere sceso alla 100ª posizione mondiale, risale con l'unico risultato positivo di fine stagione ad Anversa battendo Federico Delbonis e Robin Haase per poi cedere nei quarti a Kyle Edmund, e chiude il 2016 all'87ª posizione.

### 2017: ottavi agli Australian Open
Inizia la stagione agli Australian Open e al secondo turno si impone in rimonta sulla testa di serie nº 14 Nick Kyrgios e perde negli ottavi contro Stan Wawrinka dopo tre tie-break. In Coppa Davis sconfigge Carlos Berlocq, non supera il secondo turno nei successivi tornei ed esce al turno di esordio al Challenger di Bergamo dove aveva vinto le ultime due edizioni a cui aveva preso parte. Anche a Miami non va oltre il secondo turno. Nei quarti di Coppa Davis persi 3-2 contro il Belgio viene sconfitto da David Goffin e vince il doppio in coppia con Bolelli. Raccoglie altri risultati negativi nei tornei successivi, e dopo l'eliminazione al secondo turno al Roland Garros e l'uscita nelle qualificazioni ad Halle esce dalla top 100 in cui si trovava ininterrottamente da quasi 10 anni.
Vi fa subito rientro con la semifinale raggiunta al nuovo torneo di Antalya grazie ai successi su Kamil Majchrzak, Janko Tipsarević e Radu Albot, e viene sconfitto da Adrian Mannarino per 6-4, 6-4. A Wimbledon viene eliminato al secondo turno da Kevin Anderson. Torna in campo e cede al terzo turno a Winston-Salem contro Jan-Lennard Struff, mentre esce al turno di esordio agli Us Open. Dopo l'eliminazione nei quarti nel Challenger di casa di Ortisei, raggiunge nuovamente i quarti di finale a Mosca grazie al ritiro di Veselý e al successo su Kohlschreiber, e cede in tre set al futuro vincitore del torneo Džumhur. Perde gli ultimi incontri stagionali nel circuito maggiore e non supera i quarti di finale nei tornei Challenger.

### 2018: ottavi agli Australian Open
Inizia la stagione vincendo il Challenger di Canberra con il successo in finale su Márton Fucsovics al terzo set. Agli Australian Open supera in cinque set Ivo Karlovic e viene eliminato negli ottavi da Kyle Edmund in quattro set. Ripescato come lucky loser nell'ATP 500 di Rotterdam, batte all'esordio João Sousa e al secondo turno il nº 4 del mondo Alexander Zverev per 6-4, 6-3, nella sua quarta vittoria nei confronti di un top 4. Ai quarti di finale supera Daniil Medvedev e si arrende in semifinale al nº 1 del mondo e futuro vincitore del torneo Roger Federer per 3-6, 6-7. Nei quarti di Coppa Davis cede a Lucas Pouille in cinque set, mentre esce al primo turno a Marrakech.
Supera le qualificazioni del Monte Carlo Masters e sconfigge poi Kyle Edmund e Guillermo García López; negli ottavi viene sconfitto in tre set da Kei Nishikori, futuro finalista del torneo. Al primo turno di Budapest elimina Thomas Fabbiano, supera quindi Michail Južnyj e Nikoloz Basilašvili e in semifinale perde in tre set contro Marco Cecchinato, risultati che gli consentono di rientrare tra i top 50. Sconfitto al primo turno nei due tornei successivi, a Ginevra giunge ai quarti di finale e viene sconfitto da Peter Gojowczyk. Ad Halle supera Matteo Berrettini e Florian Mayer e nei quarti viene sconfitto da Borna Ćorić. A Wimbledon non va oltre il secondo turno, sconfitto in quattro set dal futuro finalista Kevin Anderson.
Esce al secondo turno a Winston-Salem e agli US Open, sconfitto al quinto set da Denis Shapovalov. Dopo due sconfitte all'esordio nei primi tornei ATP cinesi, ritrova il successo al Masters 1000 di Shanghai contro Adrian Mannarino e cede poi in due set a Kyle Edmund. A Mosca supera Martin Kližan e Pierre-Hugues Herbert, nei quarti elimina Filip Krajinović e in semifinale Mannarino si prende la rivincita in due set. All'ATP 500 di Basilea esce al secondo turno per mano di Daniil Medvedev. Il 5 novembre Seppi è 35º nel ranking ATP, posizione che non raggiungeva dal febbraio 2016.

### 2019: finale a Sydney
Nel gennaio 2019 torna disputare una finale ATP a Sydney dopo oltre tre anni, elimina tra gli altri la testa di serie nº 1 Stefanos Tsitsipas e in semifinale Diego Schwartzman. Nell'ultimo atto cede in due partite al giocatore di casa Alex de Minaur. Agli Australian Open viene sconfitto al terzo turno in cinque set da Frances Tiafoe. Disputa per l'ultima volta in carriera incontri di Coppa Davis nella sfida vinta 3-1 contro l'India sull'erba a Calcutta, e si aggiudica entrambi i singolari. A Delray Beach giunge ai quarti di finale superando Bernard Tomic e Jordan Thompson, e a estrometterlo dal torneo è Daniel Evans.
Dopo quasi quattro mesi e nove eliminazioni consecutive al primo turno, che lo fanno scendere al nº 72 del ranking mondiale, supera Thomas Fabbiano a S-Hertogenbosch e perde contro Alex de Minaur. Si qualifica ad Halle e viene sconfitto al secondo turno da Matteo Berrettini. A Wimbledon supera al primo turno Nicolás Jarry e cede poi il passo al quinto set a Guido Pella. Eliminato al primo turno a Winston-Salem e agli US Open, dopo un anno torna a gareggiare nel circuito Challenger e vince il torneo di Cary sconfiggendo in finale Michael Mmoh. All'ATP 250 dello Zhuhai Open elimina il nº 27 del ranking Nick Kyrgios e Zhang Zhizhen e viene sconfitto nei quarti da Roberto Bautista Agut. Si spinge fino alla semifinale a Mosca grazie al successo nei quarti sul nº 8 del mondo Karen Khachanov e perde in due set contro Mannarino. Chiude il 2019 alla 72ª posizione mondiale.

### 2020: decima finale ATP
Eliminato al secondo turno a Auckland e agli Australian Open, sconfitto al quinto set da Stan Wawrinka, all'ATP 250 di New York sconfigge nell'ordine Damir Džumhur, Steve Johnson, Jordan Thompson e in semifinale supera Jason Jung. Nella sua ultima finale ATP in carriera viene sconfitto da Kyle Edmund. Dopo la lunga interruzione della stagione per la pandemia di COVID-19, perde al debutto sia nelle qualificazioni del Masters di Cincinnati sia agli US Open. Esce nelle qualificazioni anche a Kitzbuhel e agli Internazionali d'Italia. Dopo aver raggiunto i quarti al Challenger di Forlì, esce al primo turno al Roland Garros e al secondo ad Astana. A fine 2020 esce dalla top 100 per la prima volta dal giugno 2017.

### 2021: un titolo Challenger, un quarto di finale ATP
La stagione si apre con le eliminazioni al primo turno al Great Ocean e agli Australian Open. Sconfitto in semifinale al Challenger Biella I, viene eliminato al turno decisivo delle qualificazioni all'ATP 500 di Rotterdam. Si aggiudica il Challenger di Biella III superando in finale Liam Broady e rientra in top 100. Al primo turno del Roland Garros batte in quattro set il nº 21 del mondo Félix Auger-Aliassime e viene eliminato da Kwon Soon-woo.
Raggiunge per l'ultima volta i quarti di finale nel circuito maggiore a Eastbourne, dove cede a Max Purcell dopo le vittorie su Yoshihito Nishioka ed Emil Ruusuvuori. A Wimbledon supera all'esordio João Sousa e al secondo turno perso contro Denis Kudla disputa il suo 126º incontro nelle prove del Grande Slam, superando il record italiano di partecipazioni ai tornei Major che apparteneva a Nicola Pietrangeli. Si spinge fino al terzo turno agli US Open e viene sconfitto da Oscar Otte dopo aver eliminato il nº 13 del mondo Hubert Hurkacz. Il 20 settembre raggiunge il traguardo degli 800 incontri disputati in singolare tra i tabelloni principali del circuito ATP e le sfide di Coppa Davis. Negli ultimi tornei ATP del 2021 supera le qualificazioni solo a Sofia ed esce di scena al primo turno, disputa inoltre una semifinale Challenger. Durante la stagione inizia a giocare nella Bundesliga tedesca Men 30 per il TC Pfarrkirchen.

### 2022: ultima stagione e ritiro
Nella sua ultima stagione tra i professionisti vince due soli incontri nel circuito maggiore in febbraio a Dallas e a Delrai Beach, battendo rispettivamente Daniel Altmaier e Peter Gojowczyk, sempre a febbraio uscì definitivamente dalla top 100, dopo 810 settimane di permanenza, di cui 519 consecutive. Agli Australian Open disputa il suo 130esimo e ultimo incontro in un tabellone del Grande Slam, secondo italiano dopo i 133 match giocati da Fabio Fognini, e viene eliminato da Kamil Majchrzak, mentre a Wimbledon e agli US Open esce di scena all'ultimo turno di qualificazioni. A giugno gioca il suo ultimo incontro ATP al Rosmalen Open, dove supera le qualificazioni e cede al primo turno a Mannarino dopo due tie-break. Quello stesso mese disputa il suo ultimo quarto di finale Challenger al 125 dell'Ilkley Trophy e viene sconfitto da Zizou Bergs dopo aver eliminato Nuno Borges. A fine ottobre disputa l'ultimo torneo in carriera davanti al suo pubblico, al Challenger di Ortisei e viene sconfitto al primo turno da Yannick Hanfmann dopo aver vinto il primo set.

## Vita privata
Il 10 settembre 2016 ha sposato Michaela Bernardi, figlia di albergatori gardenesi, con la quale nel 2017 si è trasferito negli Stati Uniti a Boulder (Colorado). Il 20 febbraio 2020 la coppia ha messo al mondo la primogenita Liv, nata in Colorado. Nel 2022 è nato il secondo figlio, un maschio, al quale è stato dato lo stesso nome del padre del tennista, Hugo. Nel gennaio 2024 è nata la terzogenita Elle. Seppi vive in un ranch, dove alleva pecore. 

## Statistiche

### Singolare

#### Vittorie (3)
| Legenda             |
| Grande Slam (0)     |
| ATP Finals (0)      |
| ATP Master 1000 (0) |
| ATP Tour 500 (0)    |
| ATP Tour 250 (3)    |

| N. | Data            | Torneo                               | Superficie  | Avversario in finale | Punteggio             |
| 1. | 18 giugno 2011  | Eastbourne International, Eastbourne | Erba        | Janko Tipsarević     | 7–6(5), 3–6, 5–3 rit. |
| 2. | 6 maggio 2012   | Serbia Open, Belgrado                | Terra rossa | Benoît Paire         | 6–3, 6–2              |
| 3. | 21 ottobre 2012 | Kremlin Cup, Mosca                   | Cemento (i) | Thomaz Bellucci      | 3–6, 7–6(3), 6–3      |

#### Finali perse (7)
| Legenda             |
| Grande Slam (0)     |
| ATP Finals (0)      |
| ATP Master 1000 (0) |
| ATP Tour 500 (1)    |
| ATP Tour 250 (6)    |

| N. | Data              | Torneo                               | Superficie  | Avversario in finale   | Punteggio        |
| 1. | 15 luglio 2007    | Swiss Open Gstaad, Gstaad            | Terra rossa | Paul-Henri Mathieu     | 7–6(1), 4–6, 5–7 |
| 2. | 23 giugno 2012    | Eastbourne International, Eastbourne | Erba        | Andy Roddick           | 3–6, 2–6         |
| 3. | 23 settembre 2012 | Moselle Open, Metz                   | Cemento (i) | Jo-Wilfried Tsonga     | 1–6, 2–6         |
| 4. | 8 febbraio 2015   | Zagreb Indoors, Zagabria             | Cemento (i) | Guillermo García López | 6(4)–7, 3–6      |
| 5. | 21 giugno 2015    | Halle Open, Halle                    | Erba        | Roger Federer          | 6(1)–7, 4–6      |
| 6. | 12 gennaio 2019   | Sydney International, Sydney         | Cemento     | Alex de Minaur         | 5–7, 6(5)–7      |
| 7. | 16 febbraio 2020  | New York Open, New York              | Cemento (i) | Kyle Edmund            | 5–7, 1–6         |

### Doppio

#### Vittorie (1)
| Legenda             |
| Grande Slam (0)     |
| ATP Finals (0)      |
| ATP Master 1000 (0) |
| ATP Tour 500 (1)    |
| ATP Tour 250 (0)    |

| N. | Data             | Torneo                            | Superficie | Compagno       | Avversario in finale       | Punteggio         |
| 1. | 27 febbraio 2016 | Dubai Tennis Championships, Dubai | Cemento    | Simone Bolelli | Feliciano López Marc López | 6–2, 3–6, [14–12] |

#### Finali perse (6)
| Legenda             |
| Grande Slam (0)     |
| ATP Finals (0)      |
| ATP Master 1000 (0) |
| ATP Tour 500 (2)    |
| ATP Tour 250 (4)    |

| N. | Data            | Torneo                                 | Superficie  | Compagno           | Avversario in finale              | Punteggio   |
| 1. | 4 febbraio 2006 | Zagreb Indoors, Zagabria               | Cemento (i) | Davide Sanguinetti | Jaroslav Levinský Michal Mertiňák | 6(7)–7, 1–6 |
| 2. | 18 luglio 2010  | Swedish Open, Båstad                   | Terra rossa | Simone Vagnozzi    | Robert Lindstedt Horia Tecău      | 4–6, 5–7    |
| 3. | 10 ottobre 2010 | Japan Open Tennis Championships, Tokyo | Cemento     | Dmitrij Tursunov   | Eric Butorac Jean-Julien Rojer    | 3–6, 2–6    |
| 4. | 7 gennaio 2011  | Qatar Open, Doha                       | Cemento     | Daniele Bracciali  | Rafael Nadal Marc López           | 3–6, 6(4)–7 |
| 5. | 19 giugno 2011  | Eastbourne International, Eastbourne   | Erba        | Grigor Dimitrov    | Jonathan Erlich Andy Ram          | 3–6, 3–6    |
| 6. | 6 ottobre 2013  | China Open, Pechino                    | Cemento     | Fabio Fognini      | Maks Mirny Horia Tecău            | 4–6, 2–6    |

### Tornei minori

#### Singolare

##### Vittorie (11)
| Legenda tornei minori |
| Challenger (10)       |
| Futures (1)           |

| N.  | Data              | Torneo                                                  | Superficie    | Avversario in finale | Punteggio        |
| 1.  | 26 gennaio 2003   | Germany F1C, Monaco di Baviera                          | Sintetico (i) | Lars Übel            | 6–4, 7–5         |
| 2.  | 4 febbraio 2008   | Internazionali di Bergamo, Bergamo                      | Cemento (i)   | Julien Benneteau     | 2–6, 6–2, 7–5    |
| 3.  | 9 agosto 2009     | San Marino Open, San Marino                             | Terra rossa   | Potito Starace       | 7–6(4), 2–6, 6–4 |
| 4.  | 8 agosto 2010     | Austrian Open Kitzbühel, Kitzbühel                      | Terra rossa   | Victor Crivoi        | 6–2, 6–1         |
| 5.  | 13 febbraio 2011  | Internazionali di Bergamo, Bergamo                      | Cemento (i)   | Gilles Müller        | 3–6, 6–3, 6–4    |
| 6.  | 9 ottobre 2011    | Mons Challenger, Mons                                   | Cemento (i)   | Julien Benneteau     | 2–6, 6–3, 7–6(4) |
| 7.  | 10 novembre 2013  | Internazionali Tennis Val Gardena Südtirol, Ortisei     | Cemento (i)   | Simon Greul          | 7–6(4), 6–2      |
| 8.  | 9 novembre 2014   | Internazionali Tennis Val Gardena Südtirol, Ortisei (2) | Cemento (i)   | Matthias Bachinger   | 6–4, 6–3         |
| 9.  | 12 gennaio 2018   | Canberra Challenger, Canberra                           | Cemento       | Márton Fucsovics     | 5–7, 6–4, 6–3    |
| 10. | 15 settembre 2019 | Cary Challenger, Cary                                   | Cemento       | Michael Mmoh         | 6–2, 6(4)–7, 6–3 |
| 11. | 14 marzo 2021     | Biella Challenger Indoor III, Biella                    | Cemento (i)   | Liam Broady          | 6–2, 6–1         |

##### Finali perse (3)
| Legenda tornei minori |
| Challenger (3)        |
| Futures (0)           |

| N. | Data             | Torneo                                    | Superficie    | Avversario in finale     | Punteggio     |
| 1. | 7 luglio 2003    | Oberstaufen Cup, Oberstaufen              | Terra rossa   | Martín Vassallo Argüello | 1–6, 4–6      |
| 2. | 12 marzo 2007    | Sunrise Tennis Championship, Sunrise      | Terra rossa   | Gaël Monfils             | 3–6, 6–1, 1–6 |
| 3. | 11 novembre 2012 | Internazionali della Val Gardena, Ortisei | Sintetico (i) | Benjamin Becker          | 1–6, 4–6      |

#### Doppio

##### Vittorie (1)
| Legenda tornei minori |
| Challenger (1)        |
| Futures (0)           |

| N. | Data             | Torneo                                       | Superficie | Compagno       | Avversario in finale        | Punteggio |
| 1. | 11 febbraio 2008 | Internazionali di Tennis di Bergamo, Bergamo | Cemento    | Simone Bolelli | James Cerretani Jan Zelenay | 6–3, 6–0  |

##### Sconfitte (1)
| Legenda tornei minori |
| Challenger (1)        |
| Futures (0)           |

| N. | Data           | Torneo                                  | Superficie  | Compagno        | Avversario in finale        | Punteggio |
| 1. | 27 giugno 2004 | Reggio Emilia Challenger, Reggio Emilia | Terra rossa | Simone Vagnozzi | Tomas Behrend Tomas Tenconi | 4–6, 2–6  |

## Record nazionali

### Grande Slam
- ha partecipato a 67 tornei, di cui 66 consecutivi.
- detiene il record assoluto di partecipazioni agli US Open (18) e agli Australian Open (17), nonché, solo in riferimento all'era Open, a Wimbledon (16).
- ha vinto 18 incontri a Wimbledon nell'era Open, a pari merito con Fabio Fognini.
- ha disputato 38 incontri agli Australian Open.
- È l'unico tennista italiano ad aver disputato 4 ottavi di finale in singolare agli Australian Open, a pari merito con Fabio Fognini e Jannik Sinner.

### Vari
- ha vinto 184 incontri al livello ATP Tour 250.
- ha vinto 78 incontri ATP su cemento indoor.
- ha vinto 63 incontri ATP su erba.
- ha disputato 7 semifinali ATP su erba, a pari merito con Matteo Berrettini.

## Risultati in progressione
| V | F | SF | QF | #T | RR | Q# | A | ND |

(V) Torneo vinto; raggiunto (F) finale, (SF) semifinale, (QF) quarti di finale, (#T) turni 4, 3, 2, 1; (RR) round - robin; (Q#) Turno di qualificazione; (A) assente dal torneo; (ND) torneo non disputato.

### Singolare
| Torneo                                | 2003                      | 2004                      | 2005                      | 2006                      | 2007                      | 2008                      | 2009                               | 2010                               | 2011                               | 2012                               | 2013                               | 2014                               | 2015                               | 2016                               | 2017                               | 2018                               | 2019                               | 2020                               | 2021                               | 2022                               | V–S              |
| Tornei del Grande Slam                |                           |                           |                           |                           |                           |                           |                                    |                                    |                                    |                                    |                                    |                                    |                                    |                                    |                                    |                                    |                                    |                                    |                                    |                                    |                  |
| Australian Open                       | A                         | LQ                        | LQ                        | 1T                        | 2T                        | 2T                        | 1T                                 | 1T                                 | 2T                                 | 1T                                 | 4T                                 | 2T                                 | 4T                                 | 3T                                 | 4T                                 | 4T                                 | 3T                                 | 2T                                 | 1T                                 | 1T                                 | 21–17            |
| Roland Garros                         | A                         | LQ                        | LQ                        | 1T                        | 1T                        | 1T                        | 2T                                 | 2T                                 | 2T                                 | 4T                                 | 3T                                 | 3T                                 | 1T                                 | 1T                                 | 2T                                 | 1T                                 | 1T                                 | 1T                                 | 2T                                 | Q1                                 | 12–16            |
| Wimbledon                             | A                         | LQ                        | 1T                        | 2T                        | 2T                        | 3T                        | 3T                                 | 2T                                 | 2T                                 | 1T                                 | 4T                                 | 1T                                 | 3T                                 | 2T                                 | 2T                                 | 2T                                 | 2T                                 | ND                                 | 2T                                 | Q3                                 | 18–16            |
| US Open                               | LQ                        | 2T                        | 1T                        | 1T                        | 1T                        | 3T                        | 1T                                 | 1T                                 | 1T                                 | 1T                                 | 3T                                 | 2T                                 | 3T                                 | 2T                                 | 1T                                 | 2T                                 | 1T                                 | 1T                                 | 3T                                 | Q3                                 | 12–18            |
| Titoli                                | 0                         | 0                         | 0                         | 0                         | 0                         | 0                         | 0                                  | 0                                  | 0                                  | 0                                  | 0                                  | 0                                  | 0                                  | 0                                  | 0                                  | 0                                  | 0                                  | 0                                  | 0                                  | 0                                  | N/A              |
| Vittorie-Sconfitte                    | 0–0                       | 1–1                       | 0–2                       | 1–4                       | 2–4                       | 5–4                       | 3–4                                | 2–4                                | 3–4                                | 3–4                                | 10–4                               | 4–4                                | 7–4                                | 4–4                                | 5–4                                | 5–4                                | 3–4                                | 1–3                                | 4–4                                | 0–1                                | 63–67            |
| Coppa Davis / Giochi olimpici         |                           |                           |                           |                           |                           |                           |                                    |                                    |                                    |                                    |                                    |                                    |                                    |                                    |                                    |                                    |                                    |                                    |                                    |                                    |                  |
| Coppa Davis                           | A                         | PO                        | PO                        | PO                        | PO                        | PO                        | PO                                 | A                                  | A                                  | 1T                                 | QF                                 | SF                                 | 1T                                 | QF                                 | QF                                 | QF                                 | RR                                 | A                                  | A                                  | A                                  | 20–19            |
| Giochi Olimpici                       | ND                        | A                         | Non disputati             | Non disputati             | Non disputati             | 2T                        | Non disputati                      | Non disputati                      | Non disputati                      | 2T                                 | Non disputati                      | Non disputati                      | Non disputati                      | 2T                                 | Non disputati                      | Non disputati                      | Non disputati                      | Non disputati                      | A                                  | ND                                 | 3–3              |
| Vittorie-Sconfitte                    | 0–0                       | 2–1                       | 2–1                       | 1–2                       | 2–1                       | 3–3                       | 0–1                                | 0–0                                | 0–0                                | 3–3                                | 2–2                                | 2–2                                | 1–1                                | 2–2                                | 1–1                                | 0–2                                | 2–0                                | 0–0                                | 0–0                                | 0–0                                | 23–22            |
| ATP Masters Series / ATP Masters 1000 |                           |                           |                           |                           |                           |                           |                                    |                                    |                                    |                                    |                                    |                                    |                                    |                                    |                                    |                                    |                                    |                                    |                                    |                                    |                  |
| Indian Wells                          | A                         | A                         | LQ                        | 1T                        | 2T                        | 2T                        | 2T                                 | 2T                                 | 1T                                 | 2T                                 | 3T                                 | 3T                                 | 3T                                 | 2T                                 | A                                  | A                                  | 1T                                 | ND                                 | A                                  | Q1                                 | 9–12             |
| Miami                                 | A                         | A                         | 1T                        | 1T                        | 1T                        | 2T                        | 2T                                 | 1T                                 | 2T                                 | 1T                                 | 4T                                 | 3T                                 | A                                  | 2T                                 | 2T                                 | A                                  | A                                  | ND                                 | A                                  | Q2                                 | 8–12             |
| Monte Carlo                           | A                         | A                         | 2T                        | 2T                        | 2T                        | 2T                        | 2T                                 | 2T                                 | A                                  | 2T                                 | 1T                                 | 3T                                 | 1T                                 | A                                  | 1T                                 | 3T                                 | 1T                                 | ND                                 | A                                  | A                                  | 10–13            |
| Madrid                                | Giocato su cemento indoor | Giocato su cemento indoor | Giocato su cemento indoor | Giocato su cemento indoor | Giocato su cemento indoor | Giocato su cemento indoor | 3T                                 | 1T                                 | A                                  | 2T                                 | 1T                                 | 1T                                 | A                                  | A                                  | Q2                                 | A                                  | 1T                                 | ND                                 | A                                  | A                                  | 3–6              |
| Roma                                  | LQ                        | 1T                        | 2T                        | 1T                        | LQ                        | 2T                        | 2T                                 | 2T                                 | 1T                                 | QF                                 | 1T                                 | 1T                                 | A                                  | 2T                                 | 1T                                 | 1T                                 | 1T                                 | Q1                                 | A                                  | A                                  | 8–14             |
| Amburgo                               | A                         | 1T                        | QF                        | 2T                        | LQ                        | SF                        | 500                                | 500                                | 500                                | 500                                | 500                                | 500                                | 500                                | 500                                | 500                                | 500                                | 500                                | 500                                | 500                                | 500                                | 8–4              |
| Montréal/Toronto                      | A                         | A                         | LQ                        | LQ                        | A                         | 1T                        | A                                  | A                                  | 1T                                 | 1T                                 | 2T                                 | 2T                                 | 1T                                 | A                                  | A                                  | A                                  | A                                  | ND                                 | A                                  | A                                  | 1–6              |
| Cincinnati                            | A                         | A                         | LQ                        | 1T                        | LQ                        | 3T                        | 2T                                 | A                                  | 1T                                 | 2T                                 | 1T                                 | 2T                                 | 2T                                 | A                                  | A                                  | A                                  | A                                  | Q1                                 | Q1                                 | A                                  | 6–8              |
| Shanghai                              | Non disputato             | Non disputato             | Non disputato             | Non disputato             | Non disputato             | Non disputato             | A                                  | 3T                                 | A                                  | 2T                                 | 2T                                 | A                                  | 1T                                 | A                                  | A                                  | 2T                                 | A                                  | ND                                 | A                                  | A                                  | 5–5              |
| Madrid                                | A                         | LQ                        | LQ                        | LQ                        | A                         | 1T                        | Giocato su terra rossa o blu       | Giocato su terra rossa o blu       | Giocato su terra rossa o blu       | Giocato su terra rossa o blu       | Giocato su terra rossa o blu       | Giocato su terra rossa o blu       | Giocato su terra rossa o blu       | Giocato su terra rossa o blu       | Giocato su terra rossa o blu       | Giocato su terra rossa o blu       | Giocato su terra rossa o blu       | Giocato su terra rossa o blu       | Giocato su terra rossa o blu       | Giocato su terra rossa o blu       | 0–1              |
| Parigi                                | A                         | A                         | 1T                        | 1T                        | 2T                        | 1T                        | 2T                                 | LQ                                 | 3T                                 | 2T                                 | 1T                                 | A                                  | 2T                                 | 1T                                 | Q1                                 | A                                  | 2T                                 | A                                  | Q2                                 | A                                  | 6–10             |
| Vittorie-Sconfitte                    | 0–0                       | 0–2                       | 5–5                       | 2–7                       | 3–4                       | 10–9                      | 8–7                                | 5–6                                | 3–6                                | 9–9                                | 5–9                                | 6–7                                | 3–6                                | 3–4                                | 1–3                                | 4–3                                | 0–5                                | 0–0                                | 0–0                                | 0–0                                | 66–92            |
| Statistiche carriera                  |                           |                           |                           |                           |                           |                           |                                    |                                    |                                    |                                    |                                    |                                    |                                    |                                    |                                    |                                    |                                    |                                    |                                    |                                    |                  |
|                                       | 2003                      | 2004                      | 2005                      | 2006                      | 2007                      | 2008                      | 2009                               | 2010                               | 2011                               | 2012                               | 2013                               | 2014                               | 2015                               | 2016                               | 2017                               | 2018                               | 2019                               | 2020                               | 2021                               | 2022                               | Tornei           |
| Tornei disputati1                     | 2                         | 9                         | 16                        | 28                        | 23                        | 28                        | 29                                 | 29                                 | 24                                 | 27                                 | 27                                 | 27                                 | 22                                 | 23                                 | 17                                 | 19                                 | 24                                 | 7                                  | 13                                 | 5                                  | 399              |
| Finali perse                          | 0                         | 0                         | 0                         | 0                         | 1                         | 0                         | 0                                  | 0                                  | 0                                  | 2                                  | 0                                  | 0                                  | 2                                  | 0                                  | 0                                  | 0                                  | 1                                  | 1                                  | 0                                  | 0                                  | 7                |
| Titoli                                | 0                         | 0                         | 0                         | 0                         | 0                         | 0                         | 0                                  | 0                                  | 1                                  | 2                                  | 0                                  | 0                                  | 0                                  | 0                                  | 0                                  | 0                                  | 0                                  | 0                                  | 0                                  | 0                                  | 3                |
| Statistiche per superficie            |                           |                           |                           |                           |                           |                           |                                    |                                    |                                    |                                    |                                    |                                    |                                    |                                    |                                    |                                    |                                    |                                    |                                    |                                    |                  |
|                                       | 2003                      | 2004                      | 2005                      | 2006                      | 2007                      | 2008                      | 2009                               | 2010                               | 2011                               | 2012                               | 2013                               | 2014                               | 2015                               | 2016                               | 2017                               | 2018                               | 2019                               | 2020                               | 2021                               | 2022                               | V-S              |
| Cemento                               | 0–0                       | 1–3                       | 4–5                       | 6–11                      | 10–12                     | 14–18                     | 10–16                              | 9–15                               | 10–14                              | 18–18                              | 17–17                              | 14–16                              | 17–16                              | 10–16                              | 9–9                                | 13–9                               | 14–13                              | 6–3                                | 3–9                                | 2–4                                | 187–224 (45,50%) |
| Erba                                  | 0–0                       | 1–1                       | 0–1                       | 5–3                       | 2–3                       | 5–3                       | 3–3                                | 1–3                                | 7–2                                | 4–4                                | 6–2                                | 0–2                                | 7–4                                | 6–4                                | 5–3                                | 3–4                                | 5–4                                | 0–0                                | 3–2                                | 0–1                                | 63–49 (56,25%)   |
| Sintetico                             | 0–0                       | 0–0                       | 1–3                       | 2–3                       | 0–2                       | 1–1                       | Superficie non utilizzata dall'ATP | Superficie non utilizzata dall'ATP | Superficie non utilizzata dall'ATP | Superficie non utilizzata dall'ATP | Superficie non utilizzata dall'ATP | Superficie non utilizzata dall'ATP | Superficie non utilizzata dall'ATP | Superficie non utilizzata dall'ATP | Superficie non utilizzata dall'ATP | Superficie non utilizzata dall'ATP | Superficie non utilizzata dall'ATP | Superficie non utilizzata dall'ATP | Superficie non utilizzata dall'ATP | Superficie non utilizzata dall'ATP | 4–9 (28,57%)     |
| Terra rossa                           | 0–2                       | 5–6                       | 14–8                      | 7–13                      | 10–7                      | 10–8                      | 11–12                              | 14–10                              | 8–8                                | 16–5                               | 7–10                               | 10–11                              | 2–5                                | 4–5                                | 4–6                                | 7–8                                | 0–7                                | 1–4                                | 1–2                                | 0–0                                | 131–137 (48,89%) |
| Vittorie–Sconfitte                    | 0–2                       | 7–10                      | 19–17                     | 20–30                     | 22–24                     | 30–30                     | 24–31                              | 24–28                              | 25–24                              | 38–27                              | 30–29                              | 24–30                              | 26–25                              | 20–25                              | 18–18                              | 24–23                              | 19–24                              | 7–7                                | 7–13                               | 2–5                                | 386–422          |
| Vittorie (%)                          | 0,00%                     | 41,18%                    | 52,78%                    | 40%                       | 47,83%                    | 50%                       | 45,28%                             | 46,15%                             | 51,02%                             | 58,46%                             | 50,85%                             | 44,44%                             | 50,98%                             | 44,44%                             | 50%                                | 52,27%                             | 44,19%                             | 50%                                | 35%                                | 28,57%                             | 47,95%           |
| Ranking                               | 285                       | 135                       | 69                        | 75                        | 50                        | 35                        | 49                                 | 52                                 | 38                                 | 23                                 | 25                                 | 45                                 | 29                                 | 87                                 | 81                                 | 37                                 | 72                                 | 106                                | 101                                | 310                                | N/A              |

1 Non sono comprese le partecipazioni alla Coppa Davis.

### Doppio
| Torneo                                | 2003                      | 2004                      | 2005                      | 2006                      | 2007                      | 2008                      | 2009                         | 2010                         | 2011                         | 2012                         | 2013                         | 2014                         | 2015                         | 2016                         | 2017                         | 2018                         | 2019                         | 2020                         | V–S   |
| Tornei Grande Slam                    |                           |                           |                           |                           |                           |                           |                              |                              |                              |                              |                              |                              |                              |                              |                              |                              |                              |                              |       |
| Australian Open                       | A                         | A                         | A                         | A                         | A                         | 1T                        | QF                           | 3T                           | 1T                           | 1T                           | 2T                           | 2T                           | 1T                           | 3T                           | A                            | A                            | 1T                           | 1T                           | 9–11  |
| Open di Francia                       | A                         | A                         | A                         | 1T                        | A                         | 1T                        | 2T                           | 1T                           | 1T                           | 1T                           | 2T                           | 1T                           | 1T                           | 1T                           | 2T                           | 3T                           | 1T                           | A                            | 5–13  |
| Wimbledon                             | A                         | A                         | A                         | 1T                        | A                         | 1T                        | 1T                           | 2T                           | 1T                           | 3T                           | 2T                           | 1T                           | 1T                           | 1T                           | 1T                           | 1T                           | 1T                           | A                            | 4–13  |
| US Open                               | A                         | A                         | 1T                        | 1T                        | 1T                        | 1T                        | 3T                           | 1T                           | QF                           | 1T                           | 1T                           | 2T                           | 2T                           | 2T                           | 2T                           | 2T                           | 2T                           | A                            | 11–14 |
| Vittorie-Sconfitte                    | 0–0                       | 0–0                       | 0–1                       | 0–3                       | 0–1                       | 0–4                       | 6–4                          | 3–4                          | 3–4                          | 2–4                          | 3–4                          | 2–4                          | 1–4                          | 3–4                          | 2–3                          | 3–3                          | 1–3                          | 0–0                          | 29–50 |
| Coppa Davis doppio                    |                           |                           |                           |                           |                           |                           |                              |                              |                              |                              |                              |                              |                              |                              |                              |                              |                              |                              |       |
| Coppa Davis                           | A                         | PO                        | A                         | A                         | A                         | PO                        | A                            | A                            | A                            | 1T                           | A                            | A                            | A                            | 1T                           | QF                           | QF                           | RR                           | A                            | 4–2   |
| Giochi Olimpici                       |                           |                           |                           |                           |                           |                           |                              |                              |                              |                              |                              |                              |                              |                              |                              |                              |                              |                              |       |
| Giochi Olimpici                       | ND                        | A                         | Non disputati             | Non disputati             | Non disputati             | 1T                        | Non disputati                | Non disputati                | Non disputati                | 1T                           | Non disputati                | Non disputati                | Non disputati                | QF                           | Non disputati                | Non disputati                | Non disputati                | Non disputati                | 0–2   |
| ATP Masters Series / ATP Masters 1000 |                           |                           |                           |                           |                           |                           |                              |                              |                              |                              |                              |                              |                              |                              |                              |                              |                              |                              |       |
| Indian Wells                          | A                         | A                         | A                         | A                         | A                         | A                         | A                            | A                            | A                            | A                            | 1T                           | 1T                           | A                            | A                            | A                            | A                            | 1T                           | A                            | 0–3   |
| Miami                                 | A                         | A                         | A                         | A                         | A                         | A                         | 1T                           | A                            | A                            | A                            | 1T                           | A                            | A                            | 1T                           | A                            | A                            | A                            | A                            | 0–3   |
| Monte Carlo                           | A                         | A                         | A                         | QF                        | A                         | A                         | A                            | A                            | A                            | A                            | 1T                           | 2T                           | 1T                           | A                            | A                            | 1T                           | 1T                           | A                            | 2–7   |
| Madrid                                | Giocato su cemento indoor | Giocato su cemento indoor | Giocato su cemento indoor | Giocato su cemento indoor | Giocato su cemento indoor | Giocato su cemento indoor | 1T                           | A                            | A                            | A                            | 1T                           | 1T                           | A                            | A                            | A                            | A                            | A                            | A                            | 1–2   |
| Roma                                  | 1T                        | A                         | 2T                        | 1T                        | 1T                        | 1T                        | 2T                           | A                            | A                            | 2T                           | 1T                           | 1T                           | A                            | 1T                           | 1T                           | A                            | 1T                           | 1T                           | 2–13  |
| Montréal/Toronto                      | A                         | A                         | A                         | A                         | A                         | A                         | A                            | A                            | A                            | 2T                           | 2T                           | A                            | 1T                           | A                            | A                            | A                            | A                            | A                            | 2–3   |
| Cincinnati                            | A                         | A                         | A                         | 1T                        | A                         | 2T                        | A                            | A                            | A                            | QF                           | 2T                           | A                            | 1T                           | A                            | A                            | A                            | A                            | A                            | 4–5   |
| Shanghai                              | Non disputato             | Non disputato             | Non disputato             | Non disputato             | Non disputato             | Non disputato             | A                            | A                            | A                            | 1T                           | 2T                           | A                            | 1T                           | A                            | A                            | 1T                           | A                            | A                            | 1–4   |
| Madrid                                | A                         | A                         | A                         | A                         | A                         | 1T                        | Giocato su terra rossa o blu | Giocato su terra rossa o blu | Giocato su terra rossa o blu | Giocato su terra rossa o blu | Giocato su terra rossa o blu | Giocato su terra rossa o blu | Giocato su terra rossa o blu | Giocato su terra rossa o blu | Giocato su terra rossa o blu | Giocato su terra rossa o blu | Giocato su terra rossa o blu | Giocato su terra rossa o blu | 0–1   |
| Parigi                                | A                         | A                         | A                         | A                         | A                         | A                         | A                            | A                            | 1T                           | 2T                           | 2T                           | A                            | A                            | A                            | A                            | A                            | A                            | A                            | 2–3   |
| Vittorie-Sconfitte                    | 0–1                       | 0–0                       | 1–1                       | 2–3                       | 0–1                       | 1–3                       | 0–3                          | 0–0                          | 0–1                          | 5–5                          | 4–9                          | 1–3                          | 0–4                          | 0–2                          | 0–1                          | 0–2                          | 0–3                          | 0–1                          | 14–43 |

### Guadagni
| Anno     | ATP 250 | Challenger | Totale | Guadagni ($) | Posizione |
| -------- | ------- | ---------- | ------ | ------------ | --------- |
| 2002     | 0       | 0          | 0      | 8,850        | 353       |
| 2003     | 0       | 0          | 0      | 28,785       | 240       |
| 2004     | 0       | 0          | 0      | 123,840      | 146       |
| 2005     | 0       | 0          | 0      | 256,358      | 68        |
| 2006     | 0       | 0          | 0      | 336,020      | 74        |
| 2007     | 0       | 0          | 0      | 351,535      | 50        |
| 2008     | 0       | 2          | 2      | 653,275      | 35        |
| 2009     | 0       | 1          | 1      | 591,456      | 49        |
| 2010     | 0       | 1          | 1      | 563,331      | 52        |
| 2011     | 1       | 2          | 3      | 611,040      | 38        |
| 2012     | 2       | 0          | 2      | 947,316      | 23        |
| 2013     | 0       | 0          | 0      | 1,077,787    | 25        |
| 2014     | 0       | 0          | 0      | 783,648      | 45        |
| 2015     | 0       | 0          | 0      | 1,110,625    | 29        |
| 2016     | 0       | 0          | 0      | 714,984      | 87        |
| 2017     | 0       | 0          | 0      | 609,153      | 86        |
| 2018     | 0       | 0          | 0      | 1,052,192    | 37        |
| 2019     | 0       | 0          | 0      | 807,276      | 72        |
| 2020     | 0       | 0          | 0      | 354,062      | 106       |
| 2021     | 0       | 0          | 0      | 585,983      | 102       |
| 2022     | 0       | 0          | 0      | 151,687      | 354       |
| Carriera | 3       | 6          | 10     | 11,816,212   | 76        |